# Capitell andalusí d'època califal

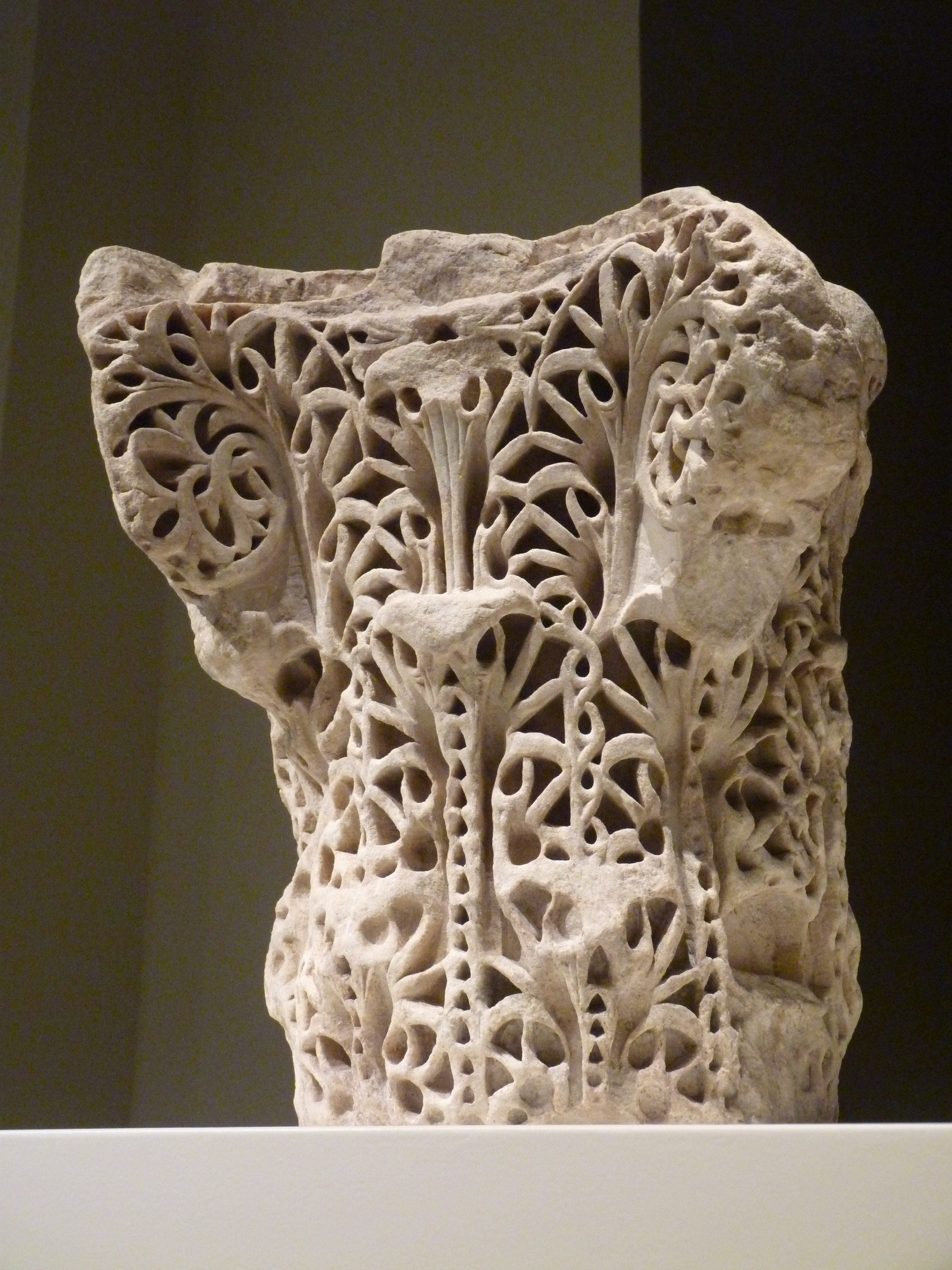
Capitell andalusí d'època califal del MNAC

El capitell andalusí d'època califal és una escultura (talla en marbre) de 41,5 x 36 x 36 cm realitzada cap als anys 961-970 (350-360 segons el calendari musulmà, d'acord amb la inscripció del temps del califa Al-Hàkam II), la qual es troba al Museu Nacional d'Art de Catalunya.

## Context històric i artístic
Aquest capitell és una mostra molt destacada de la producció de l'art hispanomusulmà en època califal i es correspon amb una de les seues fases més brillants: la del califa Al-Hàkam II, com es pot desprendre de la inscripció que hi ha a l'àbac, la qual al·ludeix a l'esmentat califa (961-976) i al seu ministre Ga'far, que va morir el 970. Això permet datar el capitell amb força precisió entre el 961 i el 970. Cal destacar que moltes obres d'aquesta època a l'Àndalus poden datar-se mitjançant les inscripcions (aquest capitell, concretament, prové de les obres de remodelació de l'Alcàsser de Còrdova).
Aquesta producció contrasta amb la de l'alta edat mitjana a Catalunya, cosa que queda palesa amb algunes de les peces que se situen en el mateix àmbit on s'exposa aquest capitell. No oblidem que, en molts aspectes, el món islàmic va representar una font de contactes i d'enriquiment per als territoris cristians, entre els quals hi havia el dels comtats catalans dels segles x i XI.
Fou una donació dels pares claretians de Barcelona l'any 1977 i el seu número de catàleg al MNAC és el 122001.

## Descripció
Com succeeix en molts capitells d'aquesta època a l'Àndalus, l'estructura general de la peça mostra els lligams amb la tradició tardoromana, amb un esquema derivat del tipus corinti clàssic: dos nivells de fulles d'acant a la part cilíndrica i les volutes als angles superiors. El relleu s'assoleix a partir de la tècnica del trepatge, mentre que en alguns detalls s'aplica el bisellat. També és característic d'aquestes obres andalusines la manca de collarí, així com el fet que el sentit decoratiu ve donat pel contrast entre clars i obscurs i una tendència a la geometrització de les formes.